# フィロクレス
フィロクレス（古代ギリシア語: Φιλοκλῆς, ラテン文字転記: Philocles、? - 紀元前405年）は、ペロポネソス戦争末期のアテナイの将軍である。
紀元前406年のアルギヌサイの海戦の翌年の紀元前405年にフィロクレスはアテナイで艦隊を率いる将軍の一人に選出された。フィロクレスたちの率いる艦隊は途上のサモスでコノンと合流した後、スパルタの提督リュサンドロスのいたヘレスポントスへと向った。アイゴスポタモイの海戦でフィロクレスらの率いるアテナイ艦隊はリュサンドロス率いるスパルタ艦隊の不意打ちを受けて敗れた。この時フィロクレスは捕虜になり、他の捕虜と共にランプサコスへと曳きたてられた。
フィロクレスは、クセノポンによれば捕虜の右腕を、プルタルコスによれば右親指（親指がなければ槍を握ることはできず、兵士として使い物にならなくなるが、奴隷として櫂を操ることはできる）を切断すべしと提案し、またコリントスとアンドロスの船を拿捕した時には乗員を海に突き落として殺すなどといった捕虜に対する残酷な扱いをしていた。このため、フィロクレスはリュサンドロスによって処刑された。

## 註
1. ↑  クセノポン, I. 7. 1
2. ↑  ディオドロス, XIII. 104
3. ↑  クセノポン, II. 1. 27-29
4. ↑  クセノポン, II. 1. 30
5. ↑  プルタルコス, 「リュサンドロス」, 9
6. ↑  クセノポン, II. 1. 31-32
7. ↑  ディオドロス, XIII. 106
8. ↑  プルタルコス, 「リュサンドロス」, 13